# The Night Comes Down
The Night Comes Down è un singolo del gruppo musicale britannico Queen, pubblicato il 13 settembre 2024 come primo estratto dalla riedizione del primo album in studio Queen.

## Tracce
Musiche e testi di Brian May
1. The Night Comes Down (2024 Mix) - 4:22

## Formazione
Gruppo
- Freddie Mercury - voce, cori
- Brian May - chitarra acustica e elettrica, cori
- John Deacon - basso
- Roger Taylor - batteria, cori

Produzione
- John Anthony – produzione
- Roy Baker – produzione, ingegneria del suono
- Queen – produzione
- Ted Sharpe – ingegneria del suono
- Mike Stone – ingegneria del suono
- Dave Hentschel – ingegneria del suono